# Colonia (Micronésie)
Pour les articles homonymes, voir Colonia (homonymie).
Ne pas confondre avec Kolonia, capitale de l'État de Pohnpei.
Colonia est une petite ville des États fédérés de Micronésie, capitale de l'État de Yap. Peuplée de 3 216 habitants, elle est desservie par l'aéroport international de Yap. La ville abrite le Musée d’État de Yap (Yap State Museum) et le Yap Living History Museum, musée vivant d'ethnographie.